# 和田健夫
和田 健夫（わだ たてお、1950年1月 - ）は、日本の法学者。
専門は、経済法・日本の競争政策。第10代小樽商科大学学長。日本経済法学会理事。高知県出身。

## 略歴
1968年 土佐高等学校卒業。1975年 金沢大学法文学部卒業。1977年 金沢大学大学院法学研究科修士課程修了。
1980年 北海道大学大学院法学研究科博士後期課程退学、小樽商科大学商学部講師。1981年 小樽商科大学商学部助教授。1991年 小樽商科大学商学部教授。2001年 小樽商科大学副学長。2004年 小樽商科大学理事・教育担当副学長。2008年 小樽商科大学理事・総務・財務担当副学長、附属図書館長。2014年 第10代小樽商科大学学長。
2020年 北洋銀行監査役。

## 所属学会・協会
- 日本経済法学会（理事）

## 著作
- 実方謙二、厚谷襄児、向田直範、稗貫俊文と共著『教材解説独占禁止法 第2版』弘文堂 (2001)
- 糸田省吾、厚谷襄児、向田直範、稗貫俊文と共著『条解独占禁止法』弘文堂 (1997)
- 金子晃ほか共著『流通産業と法（現代経済法講座, 6）』 三省堂(1993)
- 丹宗暁信ほか共著『論争独占禁止法 : 独禁法主要論点の批判的検討と反批判』 風行社(1994)
- 岸井大太郎ほか共著『経済法 -- 独占禁止法と競争政策 第7版補訂版』 有斐閣(2015)